# Mike Hammer
|  | No s'ha de confondre amb Michael Hammer. |

Mike Hammer és un personatge creat per Mickey Spillane l'any 1947 amb la novel·la I, the Jury. Mike Hammer és un detectiu privat que reprèn les característiques externes dels investigadors Hard-Boiled de la primera època (apropant-se al seu remot model Race Williams, de Carroll John Daly) per tal de nodrir una profunda significació feixista, tant en el camp polític i social com en la simple relació humana. Constitueix un reflex directe de la guerra freda, de la "cacera de bruixes" i de la paranoia anticomunista que es va traduir en el maccarthisme.

## Literatura
Les novel·les on hi apareix van embolicades traçudament amb una certa demagògia en contra de les classes altes, amb el recurs constant i, de vegades, fantàstic a la violència, i amb grans dosis de seqüències eròtiques. Les obres que componen el primer període de Mike Hammer van constituir l'èxit comercial més espectacular de tota la literatura nord-americana: després de l'esmentada van aparèixer Vengeance Is Mine -La venjança és meva- (1950); My Gun is Quick -El meu revòlver és ràpid- (1950); The Big Kill -La gran matança- (1951); One Lonely Night -Una nit solitària- (1951) i Kiss Me, Deadly -Besa'm, mortalment- (1952).
Després d'una llarga etapa d'inactivitat literària de Spillane, el seu brutal investigador va tornar a sorgir amb The Girl Hunters -Les noies caçadores- (1962),potser la seva novel·la més vigorosa, però ja no va continuar el ritme creatiu i editorial anterior, i va aparèixer esporàdicament entre altres obres de l'autor a través de The Snake -La serp- (1964), The Twisted Thing -La cosa torta- (1966), The Body Lovers -Els amants carnals- (1967) i Survival... Zero! -Supervivència... Zero!- (1970).

## Cinema
Quant a les seves adaptacions cinematogràfiques cal destacar-ne: produïdes per Victor Saville per a la United Artists, I, the Jury (1953), de Harry Essex, amb Biff Elliot; Kiss me Deadly (1955), de Robert Aldrich, amb Ralph Meeker; My Gun is Quick (1957), de George White, amb Robert Bray; després, The Girl Hunters (1963), de Roy Rowland, amb el mateix Spillane en el paper principal, i molt més endavant I, the Jury -Jo, el jurat- (1982), de Richard Hefron, amb Armand Assante.

## Sèries televisives
Dues sèries de televisió també van veure les passes d'aquest personatge: Mike Hammer Detective, per a la NBC, el 1957-58, amb episodis de vin-i-cinc minuts i la interpretació de Darren McGavin; i Mickey Spillane's Mike Hammer el 1983-1984, amb els episodis inicials en format de vuitanta minuts (Murder Me, Murder You i More than Murder), dirigits per Gary Nelson, i la resta d'episodis de cinquanta minuts, protagonitzats per Steacy Keach (Joe Gores ha col·laborat en diferents guions).

## Ràdio
Mike Hammer també va estar a la ràdio, durant els primers anys cinquanta, a través de la sèrie That Hammer Guy (Mutual Broadcasting System). El 1953 va arribar als còmics de la premsa mitjançant la sèrie de tires diàries i planxes dominicals (aquestes darreres amb guions de Spillane) que va dibuixar Ed Robbins, amb el títol From the Files of... Hammer. Convé esmentar en aquest respecte la lleganda segons la qual Hammer procedia d'un personatge creat per Spillane per a les tires de còmics, Mike Danger, al qual va decidir canviar l'orientació (i de cognom), i reconvertí el seu primer guió en la novel·la I, the Jury.

## Altres
- La pel·lícula The Hebrew Hammer fa una petita referència a Mike Hammer.
- La sèrie de televisió japonesa "Detective Mike" és protagonitzada per un jove detectiu japonès anomenat Hama Mike (pronunciació japonesa de Mike Hammer).
- Algunes novel·les caracteritzades per Hammer van ser referenciades diverses vegades a la sèrie Star Trek: Deep Space Nine car dos dels seus protagonistes, Odo i Mile O'Brien n'eren fans.